# Вассоєвич Микола Броніславович
Вассоєвич Микола Броніславович (1902—1981) — російський геолог, член-кореспондент АН СРСР (1970). Основні праці — в галузі нафтової геології та літології.
У 1940-1963 роках працював у Нафтовому геологорозвідувальному інституті. У 1963-1981 роках завідував кафедрою геології та геохімії горючих корисних копалин геологічного факультету Московського державного університету.

## Нагороди
Нагороджений преміями, орденами та медалями, зокрема Премією імені І. М. Губкіна АН СРСР у 1977 році «за серію праць щодо походження нафти й газу».
- Орден Знак Пошани (1952)
- Орден Леніна (1972)
- Орден Трудового Червоного Прапора (1975)